# Le Barcarès
Le Barcarès (en catalán: El Barcarès)  es una localidad y comuna francesa situada en el departamento de los Pirineos Orientales, la región de Occitania y región y comarca históricas del Rosellón, en la Côte Catalane (Costa catalana). Pertenece al distrito de Perpiñán y contaba con 4.005 habitantes en 2007 según datos del INSEE.
Sus habitantes reciben el gentilicio en francés de barcarésiens o barcaresencs, barcaresenques en idioma catalán.

## Geografía

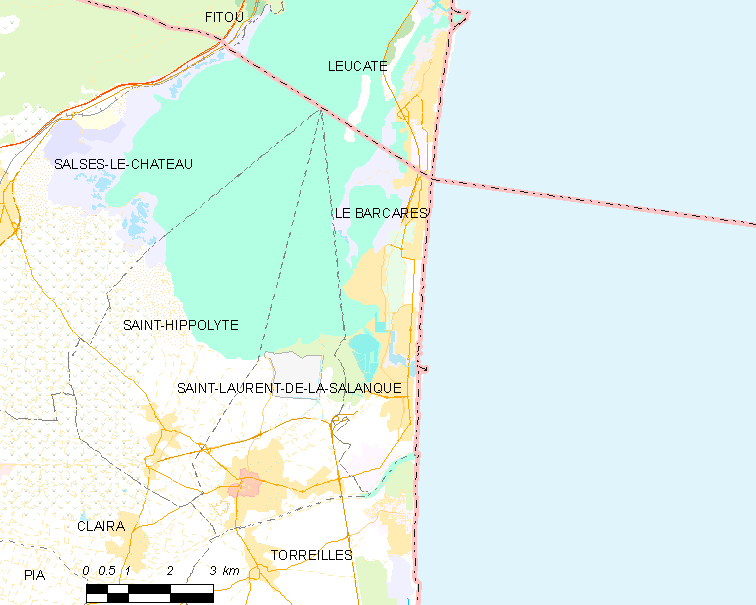
Situación del Barcarès

## Historia
Situada en una estrecha franja de tierra entre la Laguna de Salses y el mar Mediterráneo, permaneció casi desértica hasta el siglo XIV cuando los templarios desecaron una zona llamada el Saladar.
El interés por la zona empieza a partir del siglo XVII, en 1659, a raíz del Tratado de los Pirineos que oficializa la frontera entre España y Francia. A partir de esta época la economía del valle del Agly experimenta un desarrollo, y con ella, de los medios de transporte y comunicación, construyéndose el puerto marítimo
Bajo dependencia de Saint-Laurent-de-la-Salanque, la actividad del puerto y transporte de mercaderías se intensifica: vino, aceite, frutas, pescados... y la sal, producto regulado. Desarrollándose poco a poco, en el siglo XIX, el Barcarès pasa a ser un puerto pesquero importante, teniendo incluso astilleros donde se fabrican las famosas barcas catalanas de pesca. 
También es en el siglo XIX cuando se pone de moda tomar baños de mar. Numerosas familias acuden a sus playas durante el verano, en improvisados pueblos para la ocasión. 

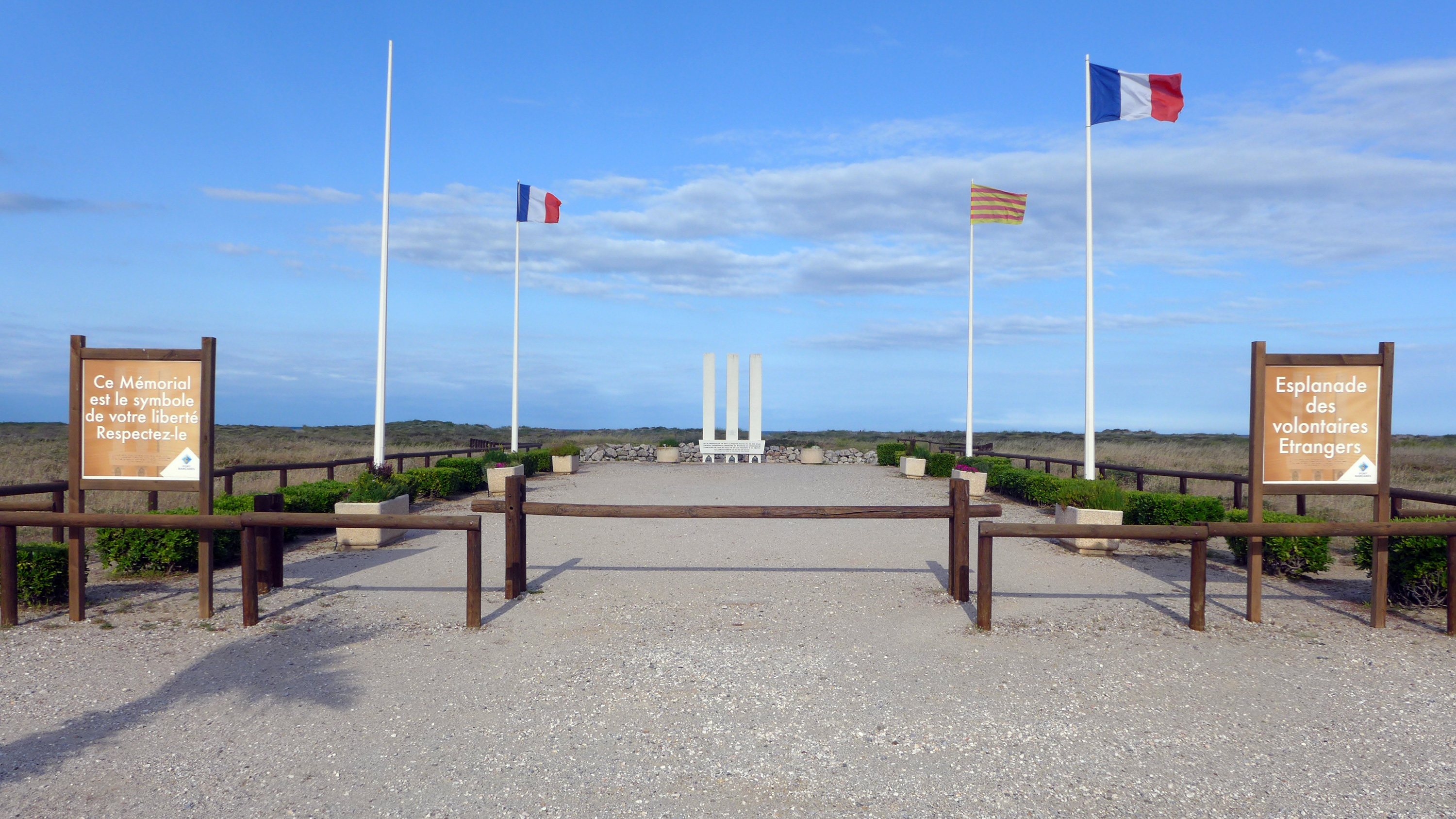
Memorial.

El Barcarès se independiza como comuna durante el siglo XX. La historia contemporánea del Bacarès se caracteriza por un episodio doloroso: en 1939, al final de la guerra civil española, las autoridades francesas confinaron a republicanos españoles que habían cruzado la frontera escapando del franquismo, en un campo disciplinario. Este mismo campo, posteriormente, bajo el régimen de régimen de Vichy en la Segunda Guerra Mundial, fue utilizado también como campo de concentración. 
Durante los años sesenta, los promotores inmobiliarios construyeron la actual ciudad balneario, tomando como símbolo el transatlántico Lydia.

## Demografía
| 775 | 1197 | 1347 | 2208 | 2422 | 3514 |
| Para los censos de 1962 a 1999 la población legal corresponde a la población sin duplicidades (Fuente: INSEE [Consultar]) |      |      |      |      |      |

## Lugares de interés

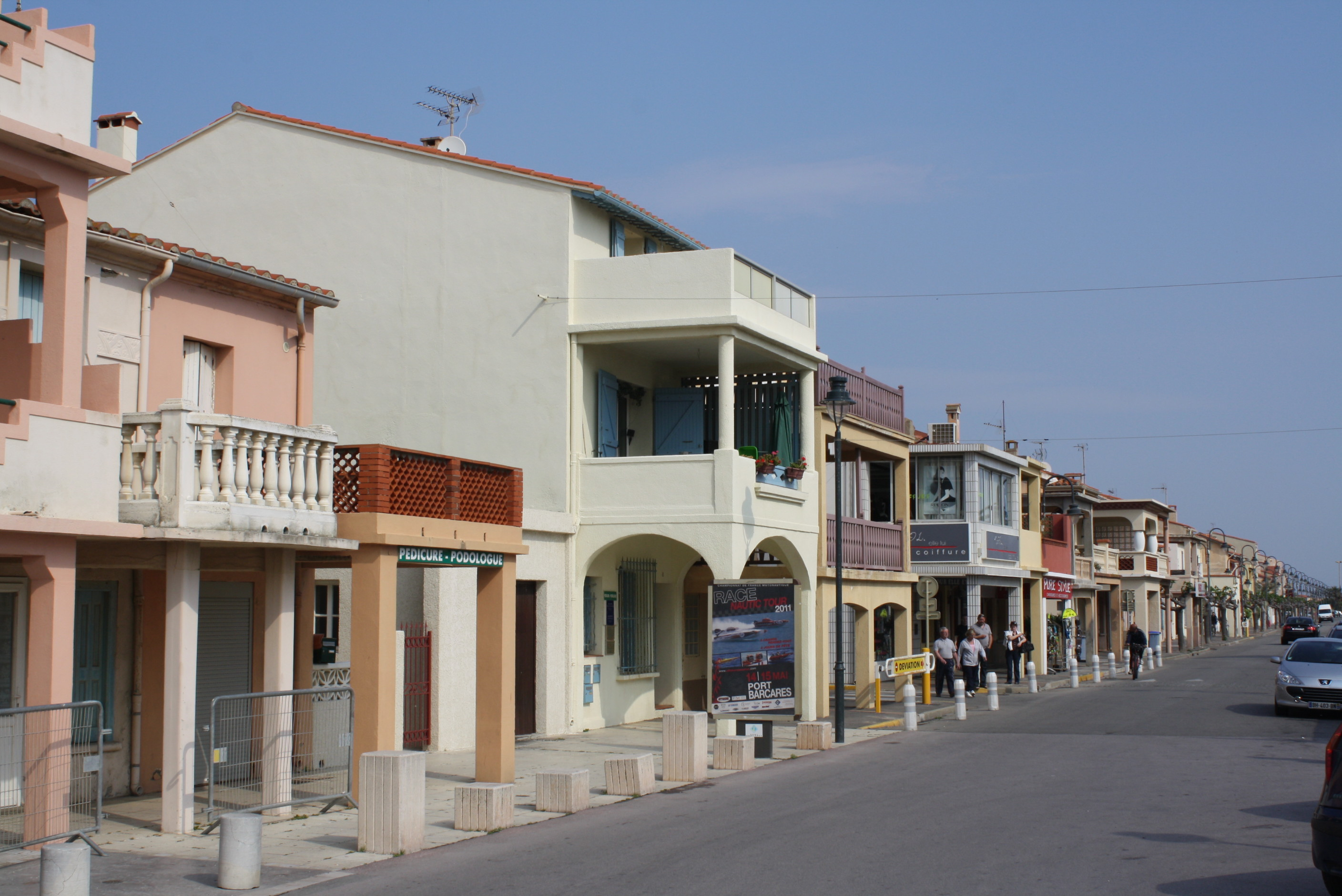
Una calle del Barcarès

- El Lydia: buque de 90 m, símbolo de Le Barcarès.
- Estanque de Salses, también llamado estanque de Leucate.
- Memorial a los voluntarios extranjeros cerca del sitio donde estuvo ubicado el campo de concentración de Bacarès creado a raíz de la retirada española republicana en 1939.
- Puerto deportivo Saint-Ange y antiguo poblado de pescadores.